# Habitatge a la plaça Major, 8 (Santa Maria de Palautordera)
L'Habitatge a la plaça Major, 8 és una obra de Santa Maria de Palautordera (Vallès Oriental) protegida com a Bé Cultural d'Interès Local.

## Descripció
Casa entre mitgeres, de carener paral·lel a la façana. La façana està arrebossada i pintada i consta de planta baixa, pis i golfes, amb coberta a dues vessants de teula. La porta és de llinda plana i brancals de pedra, amb motllura que decora tot l'intrados. La finestra del primer pis és de llinda plana i brancals de pedra i també està decorada amb una motllura doble. La finestra de les golfes és una simple obertura rectangular. El ràfec és de dents de serra.

## Història
El fet que no es troben referències documentals, pot ser a causa d'un canvi de nom de la casa.